# 안시명 교첩
안시명 교첩(安諟命 敎牒)은 대한민국 경상남도 양산시 남부동에 있는 교첩이다.
1976년 12월 20일 경상남도의 유형문화재 제150호 무관고신교지로 지정되었다가, 2018년 12월 20일 현재의 명칭으로 변경되었다.

## 개요
조선시대 安諟命의 것으로 漢紙에 가로 40cm 세로 40cm 크기인데 다음과 같은 기록이 되어있다. 「吏曹萬曆二十二年七月八日奉, 敎校生安諟命爲將仕郞軍資監參者萬曆七月」 위의 기록에서 萬曆22년은 1594年이다.

## 참고 문헌
- 안시명 교첩 - 국가유산청 국가유산포털